# Favara de Matarranya
Favara de Matarranya és una vila i municipi del Baix Aragó-Casp, històricament considerat del Matarranya. Segons Joan Coromines i l'Institut d'Estudis Catalans, no hi ha cap dubte que el nom de Favara és d'origen àrab. Probablement, al·ludeix a la Font de la Carrera, però d'altres investigacions creuen que també pot derivar del nom d'una tribu àrab.
Històricament, es considera adscrita a la Franja de Ponent, caracteritzada lingüísticament per l'ús del català.
El nucli urbà s'alça pràcticament a la vora del riu Matarranya mentre que el riu Algars conforma part del límit oriental de la comarca, que és fronterer amb Catalunya, tot i que aquest riu no és fronterer amb Catalunya a Favara.

## Llengua
La població —que pertany a la comarca de la Terra Alta—, com en la resta de la regió de la Franja, és competencialment bilingüe: la llengua materna és el català en la seva modalitat local denominada favarol, el gentilici del poble. Es recullen nombrosos termes procedents de l'aragonès, a causa de la seva proximitat amb Casp —zona de parla aragonesa fins ben entrat el segle XVII— i de castellanismes, per la influència posterior. A part del català, tota la població coneix el castellà.

## Història

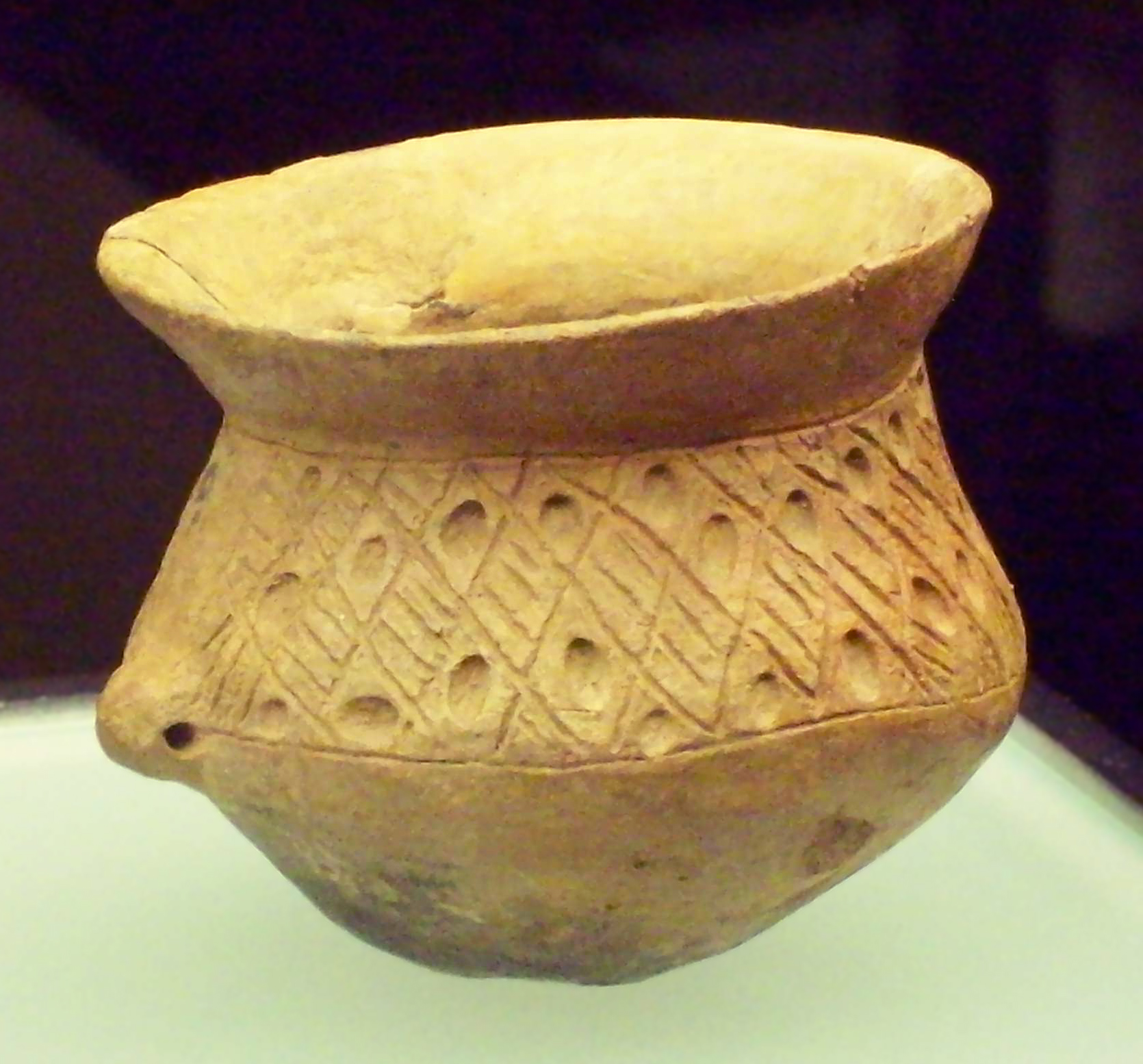
Atuell del Bronze Final trobat en el Roquissal del Rullo

Hi ha constància d'assentaments de població epipaleolítics, des de l'any 5000 aC. El Roquissal del Rullo, dins del terme municipal de Favara, es considera el jaciment de l'edat del ferro més important de l'Aragó.
Testimoni de la romanització de la península Ibèrica, la localitat conserva un dels millors exemples d'arquitectura funerària de l'Imperi Romà, el mausoleu de Luci Aemili Lupi, declarat monument nacional el 1931.
El nom de Favara revela arrels amazigues (tribu dels Hawara). Se'n té constància per primera vegada al segle xiii, la qual cosa fa pensar que l'assentament actual va tenir l'origen en l'arribada dels musulmans a la península Ibèrica a partir de l'any 711.
Amb la reconquesta per part del Regne d'Aragó, la localitat passaria la major part del temps, fins a 1428, a mans dels Cavallers de Calatrava d'Alcanyís.
La vila fou conquerida, com tota la resta de la comarca, vers l'any 1160, després que Tortosa, Alcanyís, Horta de Sant Joan i altres indrets passessin a mans de les tropes del comte Ramon Berenguer IV. En un moment com Maella, Nonasp i Casp, van pertànyer a Ximeno d'Artusella. A la mort d'aquest, esdevinguda l'any 1203, Favara passà a la seva filla, Elvira d'Artussella, casada amb Guillem I de Cervelló. A mitjan segle xiii, la família Cervelló tingué greus problemes amb els seus vassalls. Possiblement per aquesta raó, decidí vendre la població a l'orde de Calatrava.
En temps de Jaume I, hi ha alguns documents que afirmen que Calaceit, Favara i Maella passaren a l'orde de Calatrava per raó d'unes compres. Precisament aquestes tres poblacions l'any 1429 passaren a mans de Francesc d'Arinyó, secretari d'Alfons IV el Magnànim. Els Arinyó i els seus descendents foren uns senyors que de magnànims en tingueren ben poca cosa. Per aquesta raó la població sempre lluità contra el poder dels senyors. Fins i tot, al llarg de la història, hi ha episodis heroics dels favarols. Com a cosa insòlita, cal fer menció dels plets que la vila emprengué, durant bona part del segle xx, per a recuperar importants drets que encara estaven en possessió dels antics senyors.